# Pegasus (spionprogram)
Pegasus är ett spionprogram utvecklat av det israeliska cybervapenföretaget NSO Group som i hemlighet kan installeras på mobiltelefoner och andra enheter som kör de flesta versioner av IOS och Android.
Spionprogrammet är uppkallat efter Pegasos, den bevingade hästen i grekisk mytologi. Det är en trojan – ett datorvirus som kan skickas "flygande genom luften" för att infektera mobiltelefoner.

## Historik
Pegasus upptäcktes i augusti 2016 efter att en misslyckad attack på människorättsaktivisten Ahmed Mansoors Iphone ledde till en utredning och till betydande mediebevakning.
Från och med 2016 kunde Pegasus läsa SMS, övervaka samtal, samla in lösenord, spåra platser, komma åt mikrofon och kamera och hämta information från appar. 
I juli 2021 avslöjade det journalistiska projektet Pegasus Project tillsammans med Amnesty International att Pegasus fortfarande ofta användes mot högprofilerade mål.
I flera dokumenterade fall har Pegasus inte använts för att bekämpa gängbrottslighet, terrorism eller narkotikahandel utan i stället för att kontrollera meningsmotståndare.:12m21s